# Jacob Willem Half-Wassenaer van Onsenoort
Jacobus Wilhelmus (Jacob Willem) Half-Wassenaer, heer van Onsenoort en Nieuwkuyk ('s-Hertogenbosch, 5 februari 1775 – aldaar, 5 februari 1837) was een Nederlands politicus.

## Familie
Half-Wassenaer, lid van de familie Half-Wassenaer, was een zoon van Bernardus Jacobus Joannes Half-Wassenaer, heer van Onsenoort (1746-1810), onder meer lid van het Wetgevend Lichaam, en Petronella Jacoba Maria van Engelen (1745-1823). Hij trouwde met Barbara Jacoba van Willigen (1775-1857). Zij kregen een zoon en een dochter, de laatste trouwde met een zoon van Paulus Emanuel Anthony de la Court.
Hij volgde in 1810 zijn vader op als heer van Onsenoort en Nieuwkuyk. Bij Souverein Besluit van 28 augustus 1814 werd Half-Wassenaer benoemd in de ridderschap van Brabant en verkreeg hij het predicaat jonkheer.

## Loopbaan
Half-Wassenaer studeerde rechten aan de universiteit van Leuven. Vanaf 1795 was bij broeder van het Illustre Lieve Vrouwe Broederschap. Hij vervulde diverse bestuursfuncties, hij was onder meer lid van de Hoge Vierschaar over de stad en meierij van 's-Hertogenbosch (1804-1811), commissaris ter juricature over de middelen te lande voor het departement Brabant (vanaf 1808), lid van de Vroedschap (1808-1810) en plaatsvervangend wethouder (1808-1810) van Den Bosch. Vanaf 1810 was hij vrederechter-plaatsvervanger in het kanton 's-Hertogenbosch.
Hij werd verkozen tot bestuurslid van het departement Monden van de Rijn (1810-1813) en was president van de kantonnale raad, kanton Waalwijk (1812-1813). Half-Wassenaer was lid van de Vergadering van Notabelen (1814) en van de Staten-Generaal van de Verenigde Nederlanden (1814-1815). Van 21 september 1815 tot 20 oktober 1817 was hij lid van de Tweede Kamer der Staten-Generaal. Hij was vanaf 1820 lid van de Provinciale Staten van Noord-Brabant (tot 1822 voor de Ridderschap en vervolgens tot aan zijn overlijden voor de landelijke stand, district Waalwijk). Vanaf 1820 was hij bovendien schout in het districtsschoutambt Waalwijk.
- Biografisch Portaal: 52926382
- Digitale Bibliotheek voor de Nederlandse Letteren: half002
- Parlement.com: vg09llsnviwc